# مهدی دشتی
مهدی دشتی (انگلیسی: Mahdi Dashti؛ زادهٔ ۲۶ اکتبر ۲۰۰۱) بازیکن فوتبال اهل کویت است.
وی همچنین در تیم ملی فوتبال کویت بازی کرده‌است.